# Jonás Gutiérrez
Jonás Manuel Gutiérrez (Sáenz Peña, 5 de Julho de 1983) é um ex-futebolista argentino.
Conhecido como Homem-aranha, após comemorar um tento durante sua passagem pelo Real Mallorca usando a máscara de personagem, Gutiérrez foi considerado uma peça-chave no elenco da Argentina pelo técnico Diego Maradona, que afirmou que sua equipe é formada por Mascherano, Messi, Jonás e mais oito, que esteve presente na Copa do Mundo de 2010.

## Carreira
Nascido em Sáenz Peña, Jonás iniciou sua carreira nas categorias de base do Vélez Sársfield, tendo permanecido durante seis anos. Sua estreia na equipe profissional aconteceu aos dezessete anos, tendo atuado no clube até os vinte e dois, quando após conquistar seu primeiro título argentino, se transferiu para o futebol espanhol, indo atuar no Real Mallorca.
Após três temporadas no Mallorca, se transferiu para o Newcastle United, após romper seu contrato unilateralmente. Jonás assinou um contrato de cinco temporadas, e também passou a utilizar seu primeiro nome na camisa. Em sua primeira temporada, acabou sendo rebaixado. Mesmo com o rebaixamento, permaneceu no clube, sendo importante na conquista do título da segundona e consequentemente, no retorno à elite inglesa.
No dia 22 de dezembro de 2014, curado de um câncer testicular que atrapalhou a sua carreira, o meia argentino voltou a emprestar a sua raça ao Newcastle. Foi nas oitavas de final da Copa da Liga Inglesa sub-21. Gutiérrez foi diagnosticado em 2013, antes de se transferir por empréstimo para o Norwich City, em janeiro. Sua última partida foi em abril. Ele apenas divulgou a doença ao público em setembro, depois de ser operado. Voltou aos treinos do Newcastle United para recuperar a forma física, não que precisasse de muito trabalho porque até correu uma maratona no período.
Em sérios problemas na luta contra o que seria seu 3º rebaixamento em menos de 10 anos, o Club de Regatas Vasco da Gama demonstrou o interesse em poder contar com o jogador na segunda metade da temporada 2015 na esperança de se salvar, mas às negociações não avançaram, e o Jogador foi contratado pelo Deportivo La Coruña.

### Seleção Argentina
Com suas boas apresentações no Mallorca, recebeu sua primeira convocação para defender a Argentina, quando ainda era treinada por Alfio Basile para o amistoso contra a França. Seu primeiro tento saiu contra a mesma França, exatos dois anos após sua estreia. Passou a ser convocado com frequência para a Seleção após Diego Maradona assumir o comando. O mesmo pouco tempo depois, declarou que Jonás era uma peça-chave no elenco da equipe, afirmando que é composta por Mascherano, Messi, Jonás e mais oito. Foi convocado para a disputa da Copa do Mundo de 2010 e, esteve presente em campo nas partidas contra Nigéria, Coreia do Sul e México.